# Martine De Maeseneer
Martine De Maeseneer (Asse, 1962) is een Belgisch architect. Ze is zaakvoerder van Martine De Maeseneer Architecten (MDMA), hoogleraar en vicedecaan internationalisering voor de faculteit Architectuur aan de KU Leuven en verantwoordelijke voor België in The European Urban Research Network Project van The Bartlett School of Architecture aan University College London.

## Opleiding
De Maeseneer studeerde van 1980 tot 1985 Architectuur aan het toenmalig Hoger Architectuurinstituut Sint-Lucas te Gent en behaalde in 1987 een Master of Science in Architecture aan de Bartlett School of Architecture and Planning van het University College London. In 1990 maakte ze in samenwerking met het University College London een morfologische studie van de organisatie van de stedelijke open ruimte in Brussel.

## Loopbaan

### Martine De Maeseneer Architecten (MDMA)
In 1987, hetzelfde jaar dat De Maeseneer afstudeerde, richtte ze in samenwerking met Dirk Van den Brande het architectenbureau Martine De Maeseneer Architecten (MDMA) op. De Maeseneer beschrijft zichzelf niet als een 'dwangmatige bouwer': hun beperkt aantal realisaties bestaat voornamelijk uit privéwoningen, sociale huisvesting en kantoorgebouwen. Het Cabriohuis (1992), de eerste realisatie van het architectenduo, betreft een modernistische eengezinswoning gelegen in Meise en is geklasseerd als Vlaams bouwkundig erfgoed.
De Maeseneer belichaamt een verweving van architectuurtheorie in projecten. In haar ontwerppraktijk is er een wisselwerking tussen theorie en praktijk aanwezig. Ze wil de architectuur in en als taal laten bestaan en die taal bekritiseren, saboteren en deconstrueren. MDMA toont dan ook een fascinatie voor de wisselwerking tussen taal, tekst, theorie, maatschappelijke ontwikkelingen en architectuur. Een van hun centrale thema's is de betekenis van kennis in de context van een ontwerpproces.
Het bureau ontwierp verschillende gebouwen waarover regelmatig gepubliceerd is, zoals het Canopé huis (een vrijstaande woning in het Pajottenland) en het jeugdtheater Bronks in Brussel. Tal van andere projecten zoals het Cabrio Huis, Piessens Shoe-Import, Recto/Verso huis, Erudict Headquarters, enz. zijn reeds gepubliceerd in tijdschriften en boeken zoals A+ en diverse edities van Architectuurboek Vlaanderen.
De Maeseneers werk is internationaal tentoongesteld, onder andere in het Nederlands Architectuurinstituut (NAi) te Rotterdam (1991), aan de University of Illinois te Chicago (UIC) (1992), voor Stichting Architectuurcentrum Amsterdam (ARCAM) in Amsterdam (1994) en in Shangai (Architopia, 2007). In 1993 wijdde deSingel een solotentoonstelling aan haar oeuvre. Ter gelegenheid publiceerde De Maeseneer het boek The In-di-visible Space. In 1997 was er de individuele tentoonstelling in het kunstencentrum Encore in Brussel, die samenviel met de publicatie van De Maeseneers boek Ideality-3-Lost.

### Onderwijs, redactioneel werk en jury's
Martine De Maeseneer gaf les aan de Fontys Hogescholen, Academie voor Architectuur en Stedenbouw Tilburg (1993-2001), aan de Architectural Association in Londen (2001-2003), en was praktijkassistente architectuur aan de KU Leuven (1995-1997). Sinds 2015 is Martine De Maeseneer vicedecaan Internationalisering voor de Faculteit Architectuur aan de KU Leuven, waar ze een ontwerpstudio in Gent en Brussel doceert.
Van 1990 tot 1994 was De Maeseneer architectuurredacteur van Forum International, een kunst- en architectuurtijdschrift. De Maeseneer wordt ook regelmatig uitgenodigd om lezingen te geven in steden over de hele wereld, zoals Kyoto, Chicago, Los Angeles, New York, Memphis, Toronto, Syracuse, Singapore, Melbourne, Sydney, Brisbane, Adelaide, Shanghai, Hongkong, Macau, Haifa, Volos, Amsterdam, Rotterdam, Breda, Arnhem, Maastricht, Tilburg, Delft, Porto, Volos, Berlijn, Dessau, Dublin, Oslo, Antwerpen, Hasselt, Leuven, Gent en Brussel. Ook werd ze onder andere gevraagd als voorzitter van de vijfkoppige jury van de internationale Young Talent Architecture Award 2020 (YTAA 2020).

## Belangrijkste werken

### BrOnks Jeugdtheater Brussel (2009)

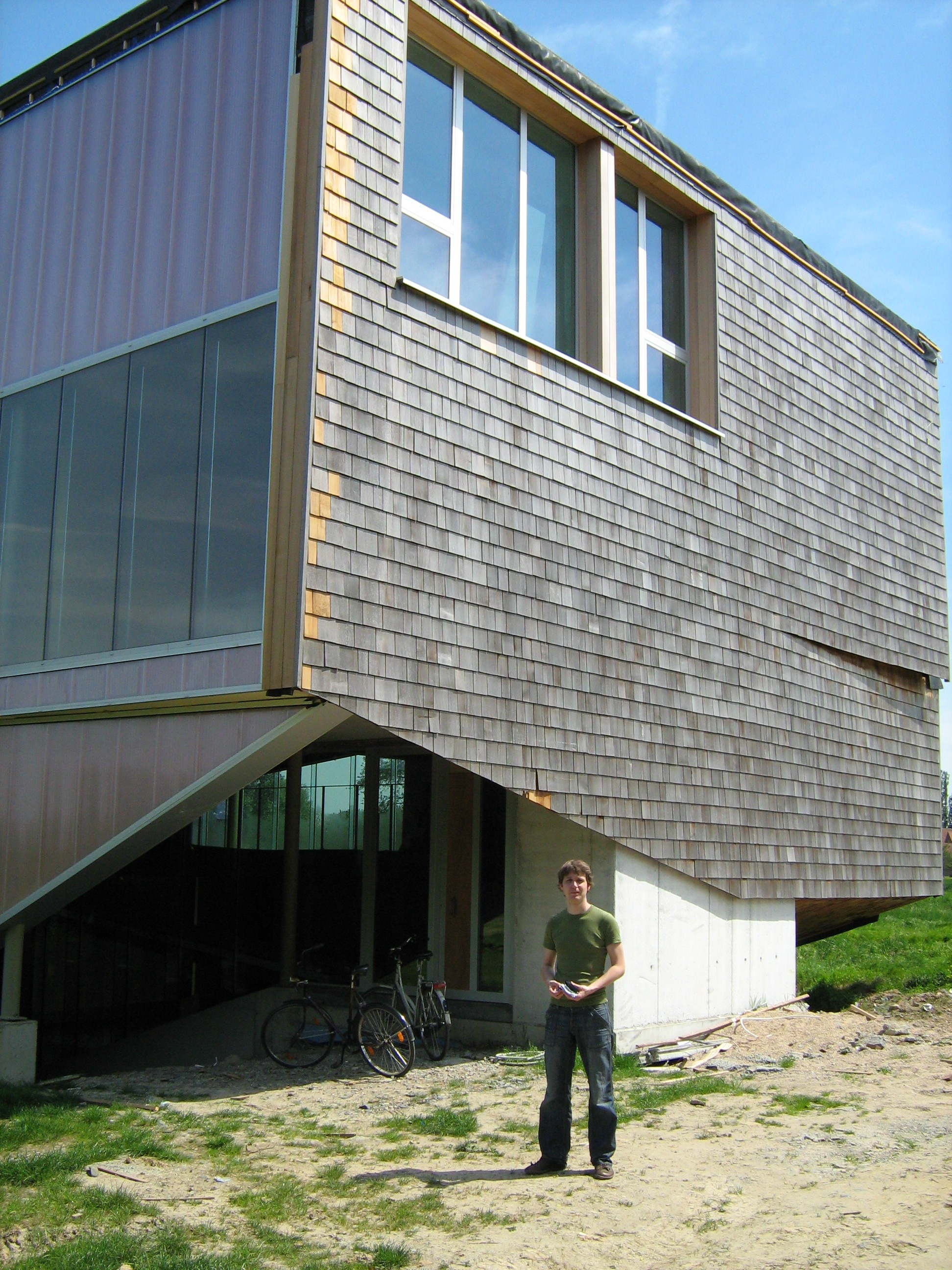
Canopé huis

BrOnks jeugdtheater, een cultureel centrum voor jongeren, is MDMA's grootste publieke gebouw. Het is gesitueerd aan de Varkensmarkt in Brussels historisch centrum. Tussen de eerste plannen en de uiteindelijke realisatie zit een lange periode van zeventien jaar, door technische kwesties, geldproblemen, verandering van locatie en opstandige buurtbewoners. Alles in het gebouw is beredeneerd, alles kan als een onophoudelijk spel met codes, functies en architectuurelementen worden beschouwd en er is een speelse complexiteit aanwezig. Volgens Kwakkenbos in zijn artikel in A+, zit in de ruimtelijke logica van het gebouw een milde waanzin. Door de weigering van klassieke theatertypologieën kunnen de ruimtes flexibel transformeren, maar blijven sommige ruimtes onbestemd, zoals de lange, hoge (en meestal lege) foyer aan de straatkant, afgesloten van de rest van het gebouw. Het gebouw springt direct in het oog door zijn glazen, hellende gevel. Het jeugdtheater werd in 2011 bekroond als de eerste Belgische finalist in de Europese Mies van der Rohe Award for Contemporary Architecture.

### Canopé huis (2009)
Het Canopé huis is een ontwerp voor een privaat huis, gelegen in Pajottenland. De vorm staat in contrast staat met de landelijke omgeving, maar de buitenmuren en het dak weerspiegelen traditionele kleuren van aardewerk met grijsbruine houten dakspannen en polycarbonaatplaat met donkeroranje isolatie erachter. Dit resulteert in een huis dat zowel past bij de omgeving, als ertussenuit springt. De relatie met de opdrachtgever is voor De Maeseneer cruciaal. Ruimte en openheid was voor de klant van groot belang zodus is transparantie prominent aanwezig in het project. Glazen gevels van vloer tot plafond zorgen voor een breed zicht over het landschap en veel inkijk in het huis, wat de klant naar eigen zeggen niet stoort. Ook dit ontwerp zit vol met speelse complexiteiten en taalspelen. Het huis zou de zwaai van een meubelstuk uitbeelden.

## Lijst van gerealiseerde projecten (selectie)
De datum is de realisatiedatum.
- 2009: BrOnks Youth Theatre, Brussel.
- 2009: Canopé huis, Pajottenland.
- 2002: studioTROPE, Brussel - renovatie kantoorgebouw.
- 2001: LCI Smart Pen, Groot-Bijgaarden - kantoorgebouw.
- 2002: Erudict, Groot-Bijgaarden - reconversie kantoorgebouw.
- 1995: 8 huizen, Nieuw-Sloten Amsterdam.
- 1995: Recto-Verso huis, Brussel.
- 1995: Passe-Partout huizen, Java-Eiland Amsterdam.
- 1992: Cabrio huis, Wolvertem.
- 1990: Van Backlé's Optics, Brussel.

## Lijst van publicaties (selectie)
De Maeseneer heeft tal van publicaties op haar naam staan, gepubliceerd in diverse tijdschriften. Deze lijst is een selectie van essays en boeken.
- 2003: "Apéritif Time" (109 provisional attempts to address six simple and hard questions about what architects do today and where their profession might go tomorrow, Jennifer Sigler, Episode pub.: Amsterdam).[37]
- 2002: "Back Home - a personal note" (Poetics in Architecture, red. Leon van Schaik, Wiley-Academy: Londen).[38]
- 2000: "Make Architecture Sound" (Assemblage 41, MIT Press: Cambridge).[39]
- 1997: Ideality-3-Lost (Brussel: La lettre volée).[29]
- 1996: "Rear Window" (The Architect: Reconstructing her Practice, red. Francesca Hughes, MIT Press: Cambridge).[40]
- 1993: the In-di-visible Space (Antwerpen: deSingel).[1]

## Prijzen en nominaties
De Maeseneer won verschillende prijzen en opdrachten waaronder:
Bronks Jeugdtheater Brussel
- nominatie voor WAF (World Architecture Festival) 2012 'culture', Singapore.[41]
- finalist in 2011 voor de Mies van der Rohe Award for Contemporary Architecture.[42]
- nominatie voor de Lensvelt Interieur Prijs 2009.[43]

Canopé-huis
- nominatie voor de Mies van der Rohe Award for Contemporary Architecture in 2011.[42]
- Belgische staalprijs voor residentiële gebouwen, 2010.[44]

Van Backlé's Optics
- Chicago Metallic Award 1991.[45]

Cabrio Huis, Meise
- Laureaat van de 'Charles Wilford Prijs voor Architectuur' 1988.[45]

Java-Eiland, Amsterdam
- Selectie voor '10 jonge helden' 1993.

Cinemacomplex aan de Zavel in Brussel
- Godecharleprijs voor Architectuur 1989.[45]

Opname in de 'Nederlandse Architecten Top40'
- 2001: 30ste plaats.[46]
- 1998 : 23ste plaats.[47]